# Орша (језеро)
Орша (рус. Орша) слатководно је ледничко језеро у централном делу Псковске области, на западу европског дела Руске Федерације. Налази се у централном делу Новоржевског рејона, на месту где алувијална Соротска низије постепено прелази у северне обронке моренског Бежаничког побрђа.
Језеро је преко тока реке Сорот повезано са сливом Великајеа, односно са басеном реке Нарве и Финским заливом Балтичког мора. Из језера отиче малена река Оршанка, притока Љсте.
Акваторија језера обухвата површину од око 2,7 km² (266,8 хектара, са острвцима 267 хектара). Просечна дубина језера је око 1,3 метара, максимална до 4 метра.
Најважнија насеља која леже на обалама језера су град Новоржев и село Орша.